# Adesmia echinus
Adesmia echinus  es una especie  de planta con flores de la familia Fabaceae. Es originaria de Argentina

## Taxonomía
Adesmia echinus fue descrita por Karel Presl y publicado en Symbolae Botanicae, sive, Descriptiones et icones plantarum novarum aut minus cognitarum 2: 14, pl. 16.
Etimología
Adesmia: nombre genérico que deriva de las palabras griegas: 
a- (sin) y desme (paquete), en referencia a los estambres libres.
echinus: epíteto latíno que significa "espinoso"
Sinonimia
- Patagonium echinus (C. Presl) Kuntze
- Patagonium gayanum (Phil.) Kuntze[4][5]